# Авиньон-Эст (кантон)
Авиньо́н-Эст (фр. Avignon-Est) — упразднённый кантон во Франции, находился в регионе Прованс — Альпы — Лазурный Берег. Департамент кантона — Воклюз. Входил в состав округа Авиньон. Население кантона на 2006 год составляло 35554 человека. В состав кантона Авиньон-Эст входила коммуна Морьер-лез-Авиньон и часть Авиньона.

## Коммуны кантона
| Коммуна            | Население | Почтовый индекс | Код INSEE |
| ------------------ | --------- | --------------- | --------- |
| Авиньон *          | 25.693    | 84000           | 84007     |
| Морьер-лез-Авиньон | 6535      | 84310           | 84081     |

С 29 марта 2015 года кантон упразднён декретом 25 февраля 2014, а часть Авиньона и коммуна Морьер-лез-Авиньон административно вошли в состав нового кантона Авиньон-3.